# Harrbergets naturreservat
Harrbergets naturreservat är ett naturreservat i Sorsele kommun i Västerbottens län.
Området är naturskyddat sedan 2024 och är 4 294 hektar stort. Reservatet ligger sydväst om Sorsele och består av gammal gran- och tallskog och  Stora Harrträsket och vårmarker omkring sjön.